# Interlands Luxemburgs voetbalelftal 1950-1959
Deze pagina toont een chronologisch en gedetailleerd overzicht van de interlands die het Luxemburgs voetbalelftal heeft gespeeld in de periode 1950 – 1959.

## Interlands

### 1950
|                                                                       |                     |       |             |                                                                                     |
| 19 maart Vriendschappelijk № 113 «onderlinge duels» 15:30 uur (UTC+1) | Luxemburg           | 2 – 2 | Zwitserland | Stade Municipal, Luxemburg Toeschouwers: 7.000 Scheidsrechter: Jan Bronkhorst (NED) |
| 19 maart Vriendschappelijk № 113 «onderlinge duels» 15:30 uur (UTC+1) | Jules Gales 5', 76' |       | ?           | Stade Municipal, Luxemburg Toeschouwers: 7.000 Scheidsrechter: Jan Bronkhorst (NED) |

|                                                                       |                                    |       |        |                                                                                        |
| 16 april Vriendschappelijk № 114 «onderlinge duels» 15:30 uur (UTC+1) | Luxemburg                          | 2 – 4 | België | Stade Municipal, Luxemburg Toeschouwers: 9.000 Scheidsrechter: Paul von Wartburg (SUI) |
| 16 april Vriendschappelijk № 114 «onderlinge duels» 15:30 uur (UTC+1) | Jules Gales 24' Marcel Rewenig 74' |       | ?      | Stade Municipal, Luxemburg Toeschouwers: 9.000 Scheidsrechter: Paul von Wartburg (SUI) |

|                                                                     |                        |       |          |                                                                                      |
| 21 mei Vriendschappelijk № 115 «onderlinge duels» 15:30 uur (UTC+1) | Luxemburg              | 1 – 2 | Engeland | Stade Municipal, Luxemburg Toeschouwers: 12.000 Scheidsrechter: Marcel Le Foll (FRA) |
| 21 mei Vriendschappelijk № 115 «onderlinge duels» 15:30 uur (UTC+1) | Jules Gales 42' (pen.) |       | ?        | Stade Municipal, Luxemburg Toeschouwers: 12.000 Scheidsrechter: Marcel Le Foll (FRA) |

|                                                                     |           |       |           |                                                                                     |
| 4 juni Vriendschappelijk № 116 «onderlinge duels» 15:30 uur (UTC+1) | Luxemburg | 0 – 1 | Frankrijk | Stade Municipal, Luxemburg Toeschouwers: 5.500 Scheidsrechter: Albert Alsteen (BEL) |
| 4 juni Vriendschappelijk № 116 «onderlinge duels» 15:30 uur (UTC+1) |           | ?     |           | Stade Municipal, Luxemburg Toeschouwers: 5.500 Scheidsrechter: Albert Alsteen (BEL) |

|                                                                          |                                       |       |                                    |                                                                              |
| 15 augustus Vriendschappelijk № 117 «onderlinge duels» 18:00 uur (UTC+1) | Noorwegen                             | 2 – 2 | Luxemburg                          | Brannstadion, Bergen Toeschouwers: 16.000 Scheidsrechter: Ernst Hansen (DEN) |
| 15 augustus Vriendschappelijk № 117 «onderlinge duels» 18:00 uur (UTC+1) | Gunnar Thoresen 60' Hans Andersen 78' |       | 6' Léon Letsch 59' François Muller | Brannstadion, Bergen Toeschouwers: 16.000 Scheidsrechter: Ernst Hansen (DEN) |

|                                                                          |           |                   |           |                                                                                |
| 22 augustus Vriendschappelijk № 118 «onderlinge duels» 18:15 uur (UTC+1) | Noorwegen | 0 – 1             | Luxemburg | Bislettstadion, Oslo Toeschouwers: 24.322 Scheidsrechter: Edvin Pedersen (NOR) |
| 22 augustus Vriendschappelijk № 118 «onderlinge duels» 18:15 uur (UTC+1) |           | 65' Lucien Knebel |           | Bislettstadion, Oslo Toeschouwers: 24.322 Scheidsrechter: Edvin Pedersen (NOR) |

|                                                                         |                 |       |            |                                                                                     |
| 29 oktober Vriendschappelijk № 119 «onderlinge duels» 15:00 uur (UTC+1) | Luxemburg       | 1 – 2 | Oostenrijk | Stade Municipal, Luxemburg Toeschouwers: 5.000 Scheidsrechter: Jan Bronkhorst (NED) |
| 29 oktober Vriendschappelijk № 119 «onderlinge duels» 15:00 uur (UTC+1) | Jules Gales 65' |       | ?          | Stade Municipal, Luxemburg Toeschouwers: 5.000 Scheidsrechter: Jan Bronkhorst (NED) |

|                                                                          |                                 |       |        |                                                                                     |
| 12 november Vriendschappelijk № 120 «onderlinge duels» 15:00 uur (UTC+1) | Luxemburg                       | 2 – 2 | België | Stade Municipal, Luxemburg Toeschouwers: 4.500 Scheidsrechter: Édouard Harzic (FRA) |
| 12 november Vriendschappelijk № 120 «onderlinge duels» 15:00 uur (UTC+1) | ? 64' (e.d.) Nicolas Kettel 85' |       | ?      | Stade Municipal, Luxemburg Toeschouwers: 4.500 Scheidsrechter: Édouard Harzic (FRA) |

### 1951
|                                                                       |        |       |                                             |                                                                                         |
| 15 april Vriendschappelijk № 121 «onderlinge duels» 15:00 uur (UTC+1) | België | 3 – 3 | Luxemburg                                   | Albert Dyserynckstadion, Brugge Toeschouwers: 13.000 Scheidsrechter: Bertus Ausum (NED) |
| 15 april Vriendschappelijk № 121 «onderlinge duels» 15:00 uur (UTC+1) | ?      |       | 16' (e.d.) ? 39' Vic Feller 82' Jules Gales | Albert Dyserynckstadion, Brugge Toeschouwers: 13.000 Scheidsrechter: Bertus Ausum (NED) |

|                                                                     |           |       |           | |
| 3 juni Vriendschappelijk № 122 «onderlinge duels» 16:00 uur (UTC+1) | Luxemburg | 0 – 2 | Frankrijk | Emile Mayrischstadion, Esch-sur-Alzette Toeschouwers: 8.000 Scheidsrechter: Lucien Van Nuffel (BEL) |
| 3 juni Vriendschappelijk № 122 «onderlinge duels» 16:00 uur (UTC+1) |           | ?     |           | Emile Mayrischstadion, Esch-sur-Alzette Toeschouwers: 8.000 Scheidsrechter: Lucien Van Nuffel (BEL) |

|                                                                      |            |       |                                                     |                                                                                  |
| 17 juni Vriendschappelijk № 123 «onderlinge duels» 18:00 uur (UTC+1) | Oostenrijk | 5 – 3 | Luxemburg                                           | Bodenseestadion, Bregenz Toeschouwers: 8.000 Scheidsrechter: Josef Schürch (SUI) |
| 17 juni Vriendschappelijk № 123 «onderlinge duels» 18:00 uur (UTC+1) | ?          |       | 25' Vic Nurenberg 27' Vic Feller 89' Nicolas Kettel | Bodenseestadion, Bregenz Toeschouwers: 8.000 Scheidsrechter: Josef Schürch (SUI) |

|                                                                      |             |       |                                        |                                                                                  |
| 24 juni Vriendschappelijk № 124 «onderlinge duels» 15:00 uur (UTC+1) | Zwitserland | 4 – 3 | Luxemburg                              | Stadion Allmend, Luzern Toeschouwers: 6.000 Scheidsrechter: Édouard Harzic (FRA) |
| 24 juni Vriendschappelijk № 124 «onderlinge duels» 15:00 uur (UTC+1) | ?           |       | 39' Vic Feller 67', 70' Nicolas Kettel | Stadion Allmend, Luzern Toeschouwers: 6.000 Scheidsrechter: Édouard Harzic (FRA) |

|                                                                         |                                                                  |       |         |                                                                                      |
| 4 november Vriendschappelijk № 125 «onderlinge duels» 15:00 uur (UTC+1) | Luxemburg                                                        | 3 – 0 | Finland | Stade Municipal, Luxemburg Toeschouwers: 10.000 Scheidsrechter: Klaas Schipper (NED) |
| 4 november Vriendschappelijk № 125 «onderlinge duels» 15:00 uur (UTC+1) | François Muller 11' Tapio Pylkkönen 15' (e.d.) Vic Nurenberg 88' |       |         | Stade Municipal, Luxemburg Toeschouwers: 10.000 Scheidsrechter: Klaas Schipper (NED) |

|                                                                          |        |       |           |                                                                                     |
| 25 november Vriendschappelijk № 126 «onderlinge duels» 15:00 uur (UTC+1) | België | 2 – 0 | Luxemburg | Albert Dyserynckstadion, Brugge Toeschouwers: 14.000 Scheidsrechter: Leo Horn (NED) |
| 25 november Vriendschappelijk № 126 «onderlinge duels» 15:00 uur (UTC+1) | ?      |       |           | Albert Dyserynckstadion, Brugge Toeschouwers: 14.000 Scheidsrechter: Leo Horn (NED) |

|                                                                          |                                                              |       |                     |                                                                                |
| 23 december Vriendschappelijk № 127 «onderlinge duels» 14:00 uur (UTC+1) | West-Duitsland                                               | 4 – 1 | Luxemburg           | Uhlenkrugstadion, Essen Toeschouwers: 40.000 Scheidsrechter: Louis Baert (BEL) |
| 23 december Vriendschappelijk № 127 «onderlinge duels» 14:00 uur (UTC+1) | Berni Termath 14', 63' Georg Stollenwerk 54' Helmut Rahn 68' |       | 84' François Muller | Uhlenkrugstadion, Essen Toeschouwers: 40.000 Scheidsrechter: Louis Baert (BEL) |

### 1952
|                                                                       |                          |       |             |                                                                                        |
| 23 maart Vriendschappelijk № 128 «onderlinge duels» 15:15 uur (UTC+1) | Luxemburg                | 2 – 2 | Zwitserland | Stade Municipal, Luxemburg Toeschouwers: 6.500 Scheidsrechter: Lucien Van Nuffel (BEL) |
| 23 maart Vriendschappelijk № 128 «onderlinge duels» 15:15 uur (UTC+1) | François Muller 61', 77' |       | ?           | Stade Municipal, Luxemburg Toeschouwers: 6.500 Scheidsrechter: Lucien Van Nuffel (BEL) |

|                                                                      |                                  |       |        |                                                                                   |
| 6 april Vriendschappelijk № 129 «onderlinge duels» 15:15 uur (UTC+1) | Luxemburg                        | 2 – 3 | België | Stade Municipal, Luxemburg Toeschouwers: 10.000 Scheidsrechter: Willi Rufli (SUI) |
| 6 april Vriendschappelijk № 129 «onderlinge duels» 15:15 uur (UTC+1) | Jos Roller 72' Vic Nurenberg 78' |       | ?      | Stade Municipal, Luxemburg Toeschouwers: 10.000 Scheidsrechter: Willi Rufli (SUI) |

|                                                                       |           |                                                       |                |                                                                                     |
| 20 april Vriendschappelijk № 130 «onderlinge duels» 15:15 uur (UTC+1) | Luxemburg | 0 – 3                                                 | West-Duitsland | Stade Municipal, Luxemburg Toeschouwers: 17.000 Scheidsrechter: Henri Bauwens (BEL) |
| 20 april Vriendschappelijk № 130 «onderlinge duels» 15:15 uur (UTC+1) |           | 9' Georg Stollenwerk 60' Hans Zeitler 88' Berni Klodt |                | Stade Municipal, Luxemburg Toeschouwers: 17.000 Scheidsrechter: Henri Bauwens (BEL) |

|                                                                     |           |       |           |                                                                                             |
| 22 mei Vriendschappelijk № 131 «onderlinge duels» 16:00 uur (UTC+1) | Frankrijk | 7 – 0 | Luxemburg | Stade de la Meinau, Straatsburg Toeschouwers: 17.730 Scheidsrechter: Ernst Dörflinger (SUI) |
| 22 mei Vriendschappelijk № 131 «onderlinge duels» 16:00 uur (UTC+1) | ?         |       |           | Stade de la Meinau, Straatsburg Toeschouwers: 17.730 Scheidsrechter: Ernst Dörflinger (SUI) |

|                                                                      |           |       |                   |                                                                                  |
| 15 juni Vriendschappelijk № 132 «onderlinge duels» 15:30 uur (UTC+1) | Frankrijk | 1 – 1 | Luxemburg         | stade Émile-Albeau, Sedan Toeschouwers: 3.300 Scheidsrechter: Eugen Scherz (SUI) |
| 15 juni Vriendschappelijk № 132 «onderlinge duels» 15:30 uur (UTC+1) | ?         |       | 87' Vic Nurenberg | stade Émile-Albeau, Sedan Toeschouwers: 3.300 Scheidsrechter: Eugen Scherz (SUI) |

|                                 |          |       |                                        |        |
| 29 juni Vriendschappelijk № 133 | Saarland | 1 – 6 | Luxemburg                              | Merzig |
| 29 juni Vriendschappelijk № 133 | ?        |       | Jules Gales Jos Hansen François Muller | Merzig |

| Olympische Spelen 1952 |
| ---------------------- |

|                                                             |                                                 |              |                                                           |                                                                                       |
| 16 juli Olympische Spelen Voorronde № 134 12:00 uur (UTC+2) | Groot-Brittannië                                | 3 – 5 (n.v.) | Luxemburg                                                 | Lahden kisapuisto, Lahti Toeschouwers: 3.656 Scheidsrechter: Vincenzo Orlandini (ITA) |
| 16 juli Olympische Spelen Voorronde № 134 12:00 uur (UTC+2) | George Robb 12' Bill Slater 101' Jim Lewis 118' |              | 60', 97' Jos Roller 91', 94' Léon Letsch 102' Jules Gales | Lahden kisapuisto, Lahti Toeschouwers: 3.656 Scheidsrechter: Vincenzo Orlandini (ITA) |

|                                                                                   |                                             |       |                 |                                                                                        |
| 20 juli Olympische Spelen Eerste ronde № 135 «onderlinge duels» 19:00 uur (UTC+2) | Brazilië                                    | 2 – 1 | Luxemburg       | Kotkan Urheilukeskus, Kotka Toeschouwers: 6.776 Scheidsrechter: Marijan Matančić (YUG) |
| 20 juli Olympische Spelen Eerste ronde № 135 «onderlinge duels» 19:00 uur (UTC+2) | Larry Pinto de Faria 42' Humberto Tozzi 49' |       | 86' Jules Gales | Kotkan Urheilukeskus, Kotka Toeschouwers: 6.776 Scheidsrechter: Marijan Matančić (YUG) |

|  |  |  |  |  |  |  |  |  |

|                                                                         |                    |       |        |                                                                                      |
| 19 oktober Vriendschappelijk № 136 «onderlinge duels» 14:45 uur (UTC+1) | Luxemburg          | 1 – 1 | België | Stade Municipal, Luxemburg Toeschouwers: 10.000 Scheidsrechter: Marcel Le Foll (FRA) |
| 19 oktober Vriendschappelijk № 136 «onderlinge duels» 14:45 uur (UTC+1) | Nicolas Kettel 49' |       | ?      | Stade Municipal, Luxemburg Toeschouwers: 10.000 Scheidsrechter: Marcel Le Foll (FRA) |

|                                                                          |           |       |           |                                                                                       |
| 16 november Vriendschappelijk № 137 «onderlinge duels» 14:45 uur (UTC+1) | Luxemburg | 0 – 1 | Frankrijk | Stade Municipal, Luxemburg Toeschouwers: 7.072 Scheidsrechter: Francis Roeykens (BEL) |
| 16 november Vriendschappelijk № 137 «onderlinge duels» 14:45 uur (UTC+1) |           | ?     |           | Stade Municipal, Luxemburg Toeschouwers: 7.072 Scheidsrechter: Francis Roeykens (BEL) |

|                                                                          |        |       |                    |                                                                                 |
| 26 november Vriendschappelijk № 138 «onderlinge duels» 19:15 uur (UTC+1) | België | 4 – 1 | Luxemburg          | Heizelstadion, Brussel Toeschouwers: 3.000 Scheidsrechter: Édouard Harzic (FRA) |
| 26 november Vriendschappelijk № 138 «onderlinge duels» 19:15 uur (UTC+1) | ?      |       | 19' Nicolas Kettel | Heizelstadion, Brussel Toeschouwers: 3.000 Scheidsrechter: Édouard Harzic (FRA) |

### 1953
|                                                                       |             |       |                          |                                                                                         |
| 22 maart Vriendschappelijk № 139 «onderlinge duels» 15:00 uur (UTC+1) | Zwitserland | 2 – 2 | Luxemburg                | Gurzelen Stadion, Biel/Bienne Toeschouwers: 11.000 Scheidsrechter: Riccardo Pieri (ITA) |
| 22 maart Vriendschappelijk № 139 «onderlinge duels» 15:00 uur (UTC+1) | ?           |       | 19', 65' François Muller | Gurzelen Stadion, Biel/Bienne Toeschouwers: 11.000 Scheidsrechter: Riccardo Pieri (ITA) |

|                                                                    |        |       |           |                                                                                        |
| 6 mei Vriendschappelijk № 140 «onderlinge duels» 18:00 uur (UTC+1) | Spanje | 2 – 0 | Luxemburg | Estadio Mestalla, Valencia Toeschouwers: 30.000 Scheidsrechter: Raymond Vincenti (FRA) |
| 6 mei Vriendschappelijk № 140 «onderlinge duels» 18:00 uur (UTC+1) | ?      |       |           | Estadio Mestalla, Valencia Toeschouwers: 30.000 Scheidsrechter: Raymond Vincenti (FRA) |

|                                                                              |                 |       | |                                                                                        |
| 20 september WK 1954 kwalificatie № 141 «onderlinge duels» 15:00 uur (UTC+1) | Luxemburg       | 1 – 6 | Frankrijk                                                                                                   | Stade Municipal, Luxemburg Toeschouwers: 14.000 Scheidsrechter: Ernst Dörflinger (SUI) |
| 20 september WK 1954 kwalificatie № 141 «onderlinge duels» 15:00 uur (UTC+1) | Antoine Kohn 6' |       | 5' Roger Piantoni 10' Raymond Kopa 41' Raymond Cicci 44' Léon Glovacki 73' Edouard Kargu 88' Pierre Flamion | Stade Municipal, Luxemburg Toeschouwers: 14.000 Scheidsrechter: Ernst Dörflinger (SUI) |

|                                                                          |                                                                    |       |           |                                                                            |
| 28 oktober WK 1954 kwalificatie № 142 «onderlinge duels» 15:00 uur (UTC) | Ierland                                                            | 4 – 0 | Luxemburg | Dalymount Park, Dublin Toeschouwers: 20.000 Scheidsrechter: Alf Bond (ENG) |
| 28 oktober WK 1954 kwalificatie № 142 «onderlinge duels» 15:00 uur (UTC) | Arthur Fitzsimons 18', 83' Reg Ryan 48' (pen.) Tommy Eglington 59' |       |           | Dalymount Park, Dublin Toeschouwers: 20.000 Scheidsrechter: Alf Bond (ENG) |

|                                                                             |                                                                              |       |           |                                                                                      |
| 17 december WK 1954 kwalificatie № 143 «onderlinge duels» 14:30 uur (UTC+1) | Frankrijk                                                                    | 8 – 0 | Luxemburg | Parc des Princes, Parijs Toeschouwers: 20.146 Scheidsrechter: Francis Roeykens (BEL) |
| 17 december WK 1954 kwalificatie № 143 «onderlinge duels» 14:30 uur (UTC+1) | Jean Desgranges 2', 88' Jean Vincent 6', 9' Just Fontaine 21', 57', 75', 80' |       |           | Parc des Princes, Parijs Toeschouwers: 20.146 Scheidsrechter: Francis Roeykens (BEL) |

### 1954
|                                                                         |           |                    |         |                                                                                   |
| 7 maart WK 1954 kwalificatie № 144 «onderlinge duels» 15:00 uur (UTC+1) | Luxemburg | 0 – 1              | Ierland | Stade Municipal, Luxemburg Toeschouwers: 5.000 Scheidsrechter: Bertus Ausum (NED) |
| 7 maart WK 1954 kwalificatie № 144 «onderlinge duels» 15:00 uur (UTC+1) |           | 62' George Cummins |         | Stade Municipal, Luxemburg Toeschouwers: 5.000 Scheidsrechter: Bertus Ausum (NED) |

|                                                                       |           |       |        |                                                                                     |
| 14 maart Vriendschappelijk № 145 «onderlinge duels» 15:00 uur (UTC+1) | Luxemburg | 0 – 1 | België | Stade Municipal, Luxemburg Toeschouwers: 12.000 Scheidsrechter: Paul Wyssling (SUI) |
| 14 maart Vriendschappelijk № 145 «onderlinge duels» 15:00 uur (UTC+1) |           | ?     |        | Stade Municipal, Luxemburg Toeschouwers: 12.000 Scheidsrechter: Paul Wyssling (SUI) |

|                                                                    |        |       |           |                                                          |
| 9 mei Vriendschappelijk № 146 «onderlinge duels» 15:00 uur (UTC+1) | België | 8 – 0 | Luxemburg | Mambourg, Charleroi Scheidsrechter: Édouard Harzic (FRA) |
| 9 mei Vriendschappelijk № 146 «onderlinge duels» 15:00 uur (UTC+1) | ?      |       |           | Mambourg, Charleroi Scheidsrechter: Édouard Harzic (FRA) |

|                                                                         |           |       |             |                                                                                          |
| 10 oktober Vriendschappelijk № 147 «onderlinge duels» 15:00 uur (UTC+1) | Luxemburg | 0 – 1 | Zwitserland | Stade Municipal, Luxemburg Toeschouwers: 6.000 Scheidsrechter: Louis Fauquemberghe (FRA) |
| 10 oktober Vriendschappelijk № 147 «onderlinge duels» 15:00 uur (UTC+1) |           | ?     |             | Stade Municipal, Luxemburg Toeschouwers: 6.000 Scheidsrechter: Louis Fauquemberghe (FRA) |

|                                                                         |           |       |        |                                                                                      |
| 24 oktober Vriendschappelijk № 148 «onderlinge duels» 15:00 uur (UTC+1) | Luxemburg | 0 – 4 | België | Stade Municipal, Luxemburg Toeschouwers: 5.000 Scheidsrechter: Koos van Gelder (NED) |
| 24 oktober Vriendschappelijk № 148 «onderlinge duels» 15:00 uur (UTC+1) |           | ?     |        | Stade Municipal, Luxemburg Toeschouwers: 5.000 Scheidsrechter: Koos van Gelder (NED) |

### 1955
|                                                                         |        |       |                   |                                                                                         |
| 16 januari Vriendschappelijk № 149 «onderlinge duels» 15:00 uur (UTC+1) | België | 4 – 1 | Luxemburg         | Michel Soulierstadion, Namen Toeschouwers: 6.000 Scheidsrechter: Fritz Buchmüller (SUI) |
| 16 januari Vriendschappelijk № 149 «onderlinge duels» 15:00 uur (UTC+1) | ?      |       | 58' Michel Reuter | Michel Soulierstadion, Namen Toeschouwers: 6.000 Scheidsrechter: Fritz Buchmüller (SUI) |

|                                                                       |          |       |                       | |
| 10 april Vriendschappelijk № 150 «onderlinge duels» 16:30 uur (UTC+1) | Portugal | 3 – 1 | Luxemburg             | Estádio Nacional do Jamor, Oeiras Toeschouwers: 30.000 Scheidsrechter: Rafael García Fernández (ESP) |
| 10 april Vriendschappelijk № 150 «onderlinge duels» 16:30 uur (UTC+1) | ?        |       | 87' Jean-Pierre Mertl | Estádio Nacional do Jamor, Oeiras Toeschouwers: 30.000 Scheidsrechter: Rafael García Fernández (ESP) |

|                                                     |           |       |                                     |                                                                                    |
| 17 april Vriendschappelijk № 151 «onderlinge duels» | Frankrijk | 2 – 2 | Luxemburg                           | Stade Municipal, Limoges Toeschouwers: 5.000 Scheidsrechter: Viktor Schicker (SUI) |
| 17 april Vriendschappelijk № 151 «onderlinge duels» | ?         |       | 30' Johny Halsdorf 34' Joseph Luzzi | Stade Municipal, Limoges Toeschouwers: 5.000 Scheidsrechter: Viktor Schicker (SUI) |

|                                                                     |           |       |                   |                                                                                      |
| 8 juni Vriendschappelijk № 152 «onderlinge duels» 18:40 uur (UTC+1) | Luxemburg | 2 – 2 | Tsjecho-Slowakije | Stade Municipal, Luxemburg Toeschouwers: 1.500 Scheidsrechter: Laurent Franken (BEL) |
| 8 juni Vriendschappelijk № 152 «onderlinge duels» 18:40 uur (UTC+1) | ?         |       | 48', Antoine Kohn | Stade Municipal, Luxemburg Toeschouwers: 1.500 Scheidsrechter: Laurent Franken (BEL) |

|                                                                           |                            |       |        |                                                                                   |
| 25 september Vriendschappelijk № 153 «onderlinge duels» 15:30 uur (UTC+1) | Luxemburg                  | 3 – 3 | België | Stade Municipal, Luxemburg Toeschouwers: 6.200 Scheidsrechter: Conrad Karle (SAA) |
| 25 september Vriendschappelijk № 153 «onderlinge duels» 15:30 uur (UTC+1) | Antoine Kohn 16', 36', 74' |       | ?      | Stade Municipal, Luxemburg Toeschouwers: 6.200 Scheidsrechter: Conrad Karle (SAA) |

|                                                                        |             |       |           |                                                                                    |
| 9 oktober Vriendschappelijk № 154 «onderlinge duels» 15:00 uur (UTC+1) | Zwitserland | 4 – 0 | Luxemburg | Stadio di Cornaredo, Lugano Toeschouwers: 5.000 Scheidsrechter: Alois Pennig (FRG) |
| 9 oktober Vriendschappelijk № 154 «onderlinge duels» 15:00 uur (UTC+1) | ?           |       |           | Stadio di Cornaredo, Lugano Toeschouwers: 5.000 Scheidsrechter: Alois Pennig (FRG) |

|                                                                         |        |       |           |                                                                                          |
| 16 oktober Vriendschappelijk № 155 «onderlinge duels» 15:00 uur (UTC+1) | België | 5 – 0 | Luxemburg | Guldensporenstadion, Kortrijk Toeschouwers: 18.000 Scheidsrechter: Corentin Le Men (FRA) |
| 16 oktober Vriendschappelijk № 155 «onderlinge duels» 15:00 uur (UTC+1) | ?      |       |           | Guldensporenstadion, Kortrijk Toeschouwers: 18.000 Scheidsrechter: Corentin Le Men (FRA) |

### 1956
|                                                                       |           |       |           |                                                                                                  |
| 25 maart Vriendschappelijk № 156 «onderlinge duels» 15:30 uur (UTC+1) | Luxemburg | 0 – 2 | Frankrijk | Emile Mayrischstadion, Esch-sur-Alzette Toeschouwers: 10.000 Scheidsrechter: Gérard Versyp (BEL) |
| 25 maart Vriendschappelijk № 156 «onderlinge duels» 15:30 uur (UTC+1) |           | ?     |           | Emile Mayrischstadion, Esch-sur-Alzette Toeschouwers: 10.000 Scheidsrechter: Gérard Versyp (BEL) |

|                                                                              | |       |           |                                                                                     |
| 30 september WK 1958 kwalificatie № 157 «onderlinge duels» 15:00 uur (UTC+1) | Oostenrijk                                                                                                | 7 – 0 | Luxemburg | Prater-Stadion, Wenen Toeschouwers: 47.000 Scheidsrechter: Francesco Liverani (ITA) |
| 30 september WK 1958 kwalificatie № 157 «onderlinge duels» 15:00 uur (UTC+1) | Gerhard Hanappi 18', 25' Otto Walzhofer 51' Theodor Wagner 62', 77' Ernst Kozlicek 71' Walter Haummer 79' |       |           | Prater-Stadion, Wenen Toeschouwers: 47.000 Scheidsrechter: Francesco Liverani (ITA) |

|                                                                         |                                                                                           |       |        |                                                                                  |
| 14 oktober Vriendschappelijk № 158 «onderlinge duels» 15:00 uur (UTC+1) | Luxemburg                                                                                 | 6 – 4 | België | Stade Municipal, Luxemburg Toeschouwers: 8.000 Scheidsrechter: Piet Roomer (NED) |
| 14 oktober Vriendschappelijk № 158 «onderlinge duels» 15:00 uur (UTC+1) | Henri Cirelli 10' ? 17' (e.d.) Léon Letsch 50' Albert Schaack 51', 79' Nicolas Kettel 75' |       | ?      | Stade Municipal, Luxemburg Toeschouwers: 8.000 Scheidsrechter: Piet Roomer (NED) |

|                                                                          |                                                               |       |             |                                                                                                   |
| 11 november Vriendschappelijk № 159 «onderlinge duels» 15:00 uur (UTC+1) | Luxemburg                                                     | 4 – 1 | Zwitserland | Emile Mayrischstadion, Esch-sur-Alzette Toeschouwers: 2.000 Scheidsrechter: Pierre Schwinte (FRA) |
| 11 november Vriendschappelijk № 159 «onderlinge duels» 15:00 uur (UTC+1) | Henri Cirelli 51' François Konter 56' Johny Halsdorf 71', 83' |       | ?           | Emile Mayrischstadion, Esch-sur-Alzette Toeschouwers: 2.000 Scheidsrechter: Pierre Schwinte (FRA) |

|                                                                          |        |       |           |                                                                                         |
| 23 december Vriendschappelijk № 160 «onderlinge duels» 14:45 uur (UTC+1) | België | 1 – 0 | Luxemburg | Guldensporenstadion, Kortrijk Toeschouwers: 12.000 Scheidsrechter: Édouard Harzic (FRA) |
| 23 december Vriendschappelijk № 160 «onderlinge duels» 14:45 uur (UTC+1) | ?      |       |           | Guldensporenstadion, Kortrijk Toeschouwers: 12.000 Scheidsrechter: Édouard Harzic (FRA) |

### 1957
|                                                                       |                                                       |       |           |                                                                                                  |
| 10 maart Vriendschappelijk № 161 «onderlinge duels» 14:30 uur (UTC+1) | Duitse Democratische Republiek                        | 3 – 0 | Luxemburg | Walter-Ulbricht-Stadion, Oost-Berlijn Toeschouwers: 40.000 Scheidsrechter: Alojz Obtulovič (TCH) |
| 10 maart Vriendschappelijk № 161 «onderlinge duels» 14:30 uur (UTC+1) | Günther Wirth 2' Günter Schröter 30' Willy Tröger 42' |       |           | Walter-Ulbricht-Stadion, Oost-Berlijn Toeschouwers: 40.000 Scheidsrechter: Alojz Obtulovič (TCH) |

|                                                                          |                                                               |       |                    |                                                                               |
| 20 maart WK 1958 kwalificatie № 162 «onderlinge duels» 16:30 uur (UTC+1) | Nederland                                                     | 4 – 1 | Luxemburg          | De Kuip, Rotterdam Toeschouwers: 45.000 Scheidsrechter: Werner Treichel (FRG) |
| 20 maart WK 1958 kwalificatie № 162 «onderlinge duels» 16:30 uur (UTC+1) | Cor van der Gijp 27', 30' Coen Dillen 72' Toon Brusselers 80' |       | 34' Johny Halsdorf | De Kuip, Rotterdam Toeschouwers: 45.000 Scheidsrechter: Werner Treichel (FRG) |

|                                                     |           |       |           |                                                                                |
| 14 april Vriendschappelijk № 163 «onderlinge duels» | Frankrijk | 0 – 0 | Luxemburg | Stade Philippe-Marcombes, Clermont-Ferrand Scheidsrechter: Daniel Mellet (SUI) |
| 14 april Vriendschappelijk № 163 «onderlinge duels» |           |       |           | Stade Philippe-Marcombes, Clermont-Ferrand Scheidsrechter: Daniel Mellet (SUI) |

|                                                                              |                                        |       |                                                                          |                                                                            |
| 11 september WK 1958 kwalificatie № 164 «onderlinge duels» 16:30 uur (UTC+1) | Luxemburg                              | 2 – 5 | Nederland                                                                | De Kuip, Rotterdam Toeschouwers: 55.000 Scheidsrechter: Alec Murdoch (ENG) |
| 11 september WK 1958 kwalificatie № 164 «onderlinge duels» 16:30 uur (UTC+1) | Jean-Pierre Fiedler 5' Léon Letsch 58' |       | 15', 28' Abe Lenstra 26' Faas Wilkes 35' Noud van Melis 54' Kees Rijvers | De Kuip, Rotterdam Toeschouwers: 55.000 Scheidsrechter: Alec Murdoch (ENG) |

|                                                                              |           |                                                              |            |                                                                                    |
| 29 september WK 1958 kwalificatie № 165 «onderlinge duels» 15:00 uur (UTC+1) | Luxemburg | 0 – 3                                                        | Oostenrijk | Stade Municipal, Luxemburg Toeschouwers: 2.500 Scheidsrechter: Gérard Versyp (BEL) |
| 29 september WK 1958 kwalificatie № 165 «onderlinge duels» 15:00 uur (UTC+1) |           | 20' Robert Dienst 48' Ernst Kozlicek 86' Helmut Senekowitsch |            | Stade Municipal, Luxemburg Toeschouwers: 2.500 Scheidsrechter: Gérard Versyp (BEL) |

|                                                                          |        |       |                    |                                                                            |
| 17 november Vriendschappelijk № 166 «onderlinge duels» 15:00 uur (UTC+1) | België | 2 – 1 | Luxemburg          | De Warande, Diest Toeschouwers: 6.000 Scheidsrechter: Édouard Harzic (FRA) |
| 17 november Vriendschappelijk № 166 «onderlinge duels» 15:00 uur (UTC+1) | ?      |       | 79' Camille Dimmer | De Warande, Diest Toeschouwers: 6.000 Scheidsrechter: Édouard Harzic (FRA) |

|                                                                          |                        |       |        |                                                                                    |
| 24 november Vriendschappelijk № 167 «onderlinge duels» 14:30 uur (UTC+1) | Luxemburg              | 1 – 4 | Spanje | Stade Municipal, Luxemburg Toeschouwers: 6.000 Scheidsrechter: Daniel Mellet (SUI) |
| 24 november Vriendschappelijk № 167 «onderlinge duels» 14:30 uur (UTC+1) | Robert Mond 78' (pen.) |       | ?      | Stade Municipal, Luxemburg Toeschouwers: 6.000 Scheidsrechter: Daniel Mellet (SUI) |

### 1958
|                                                                      |                        |       |        |                                                                                        |
| 2 maart Vriendschappelijk № 168 «onderlinge duels» 15:00 uur (UTC+1) | Luxemburg              | 1 – 2 | België | Stade Municipal, Luxemburg Toeschouwers: 6.000 Scheidsrechter: Günther Ternieden (FRG) |
| 2 maart Vriendschappelijk № 168 «onderlinge duels» 15:00 uur (UTC+1) | Robert Mond 60' (pen.) |       | ?      | Stade Municipal, Luxemburg Toeschouwers: 6.000 Scheidsrechter: Günther Ternieden (FRG) |

|                                                                    |                                                          |       |                |                                                                                        |
| 1 mei Vriendschappelijk № 169 «onderlinge duels» 16:00 uur (UTC+1) | Luxemburg                                                | 4 – 1 | West-Duitsland | Stade Municipal, Luxemburg Toeschouwers: 6.000 Scheidsrechter: Dries van Leeuwen (NED) |
| 1 mei Vriendschappelijk № 169 «onderlinge duels» 16:00 uur (UTC+1) | Camille Dimmer 44', 64' Erny Jann 61' Nicolas Kettel 79' |       | ?              | Stade Municipal, Luxemburg Toeschouwers: 6.000 Scheidsrechter: Dries van Leeuwen (NED) |

|                                                                    |           |       |           |                                                                                                  |
| 4 mei Vriendschappelijk № 170 «onderlinge duels» 16:00 uur (UTC+1) | Luxemburg | 0 – 0 | Nederland | Emile Mayrischstadion, Esch-sur-Alzette Toeschouwers: 6.000 Scheidsrechter: Albert Alsteen (BEL) |
| 4 mei Vriendschappelijk № 170 «onderlinge duels» 16:00 uur (UTC+1) |           |       |           | Emile Mayrischstadion, Esch-sur-Alzette Toeschouwers: 6.000 Scheidsrechter: Albert Alsteen (BEL) |

|                                                                    |             |       |                                          |                                                                                 |
| 7 mei Vriendschappelijk № 171 «onderlinge duels» 20:15 uur (UTC+1) | Zwitserland | 2 – 2 | Luxemburg                                | Stadion Neufeld, Bern Toeschouwers: 6.000 Scheidsrechter: Pierre Schwinte (FRA) |
| 7 mei Vriendschappelijk № 171 «onderlinge duels» 20:15 uur (UTC+1) | ?           |       | 43' (pen.) Robert Mond 65' Vic Nurenberg | Stadion Neufeld, Bern Toeschouwers: 6.000 Scheidsrechter: Pierre Schwinte (FRA) |

|                                                                           |                                            |       |        |                                                                                     |
| 28 september Vriendschappelijk № 172 «onderlinge duels» 15:00 uur (UTC+1) | Luxemburg                                  | 2 – 2 | België | Stade Municipal, Luxemburg Toeschouwers: 6.500 Scheidsrechter: Édouard Harzic (FRA) |
| 28 september Vriendschappelijk № 172 «onderlinge duels» 15:00 uur (UTC+1) | Jean-Pierre Fiedler 43' Nicolas Kettel 73' |       | ?      | Stade Municipal, Luxemburg Toeschouwers: 6.500 Scheidsrechter: Édouard Harzic (FRA) |

|                                                                         |                   |       |           | |
| 26 oktober Vriendschappelijk № 173 «onderlinge duels» 15:00 uur (UTC+1) | Luxemburg         | 1 – 3 | Frankrijk | Emile Mayrischstadion, Esch-sur-Alzette Toeschouwers: 8.000 Scheidsrechter: Dries van Leeuwen (NED) |
| 26 oktober Vriendschappelijk № 173 «onderlinge duels» 15:00 uur (UTC+1) | Henri Cirelli 62' |       | ?         | Emile Mayrischstadion, Esch-sur-Alzette Toeschouwers: 8.000 Scheidsrechter: Dries van Leeuwen (NED) |

|                                                                          |        |       |                                 |                                                                             |
| 11 november Vriendschappelijk № 174 «onderlinge duels» 15:00 uur (UTC+1) | België | 3 – 2 | Luxemburg                       | Stade Сommunal, Namen Toeschouwers: 8.000 Scheidsrechter: Wim Beltman (NED) |
| 11 november Vriendschappelijk № 174 «onderlinge duels» 15:00 uur (UTC+1) | ?      |       | 50' Albert Schaack 87' (e.d.) ? | Stade Сommunal, Namen Toeschouwers: 8.000 Scheidsrechter: Wim Beltman (NED) |

### 1959
|                                                                       |                                        |       |             |                                                                                      |
| 26 april Vriendschappelijk № 175 «onderlinge duels» 15:30 uur (UTC+1) | Luxemburg                              | 2 – 0 | Zwitserland | Stade Municipal, Luxemburg Toeschouwers: 2.500 Scheidsrechter: Marcel Lequesne (FRA) |
| 26 april Vriendschappelijk № 175 «onderlinge duels» 15:30 uur (UTC+1) | François Konter 32' Albert Schaack 63' |       |             | Stade Municipal, Luxemburg Toeschouwers: 2.500 Scheidsrechter: Marcel Lequesne (FRA) |

|                                                                     |           |       |           |                                                                                            |
| 13 mei Vriendschappelijk № 176 «onderlinge duels» 19:00 uur (UTC+1) | Nederland | 4 – 0 | Luxemburg | Stadion De Vliert, 's-Hertogenbosch Toeschouwers: 6.000 Scheidsrechter: Emilio Guidi (SUI) |
| 13 mei Vriendschappelijk № 176 «onderlinge duels» 19:00 uur (UTC+1) | ?         |       |           | Stadion De Vliert, 's-Hertogenbosch Toeschouwers: 6.000 Scheidsrechter: Emilio Guidi (SUI) |

| |                                       |       |          |                                                                                     |
| 24 mei Vriendschappelijk 50-jarig jubileum Luxemburgse voetbalbond № 177 «onderlinge duels» 16:00 uur (UTC+1) | Luxemburg                             | 3 – 1 | Engeland | Stade Municipal, Luxemburg Toeschouwers: 3.500 Scheidsrechter: Klaas Schipper (NED) |
| 24 mei Vriendschappelijk 50-jarig jubileum Luxemburgse voetbalbond № 177 «onderlinge duels» 16:00 uur (UTC+1) | Léon Letsch 6', 46' Henri Cirelli 23' |       | ?        | Stade Municipal, Luxemburg Toeschouwers: 3.500 Scheidsrechter: Klaas Schipper (NED) |

|                                                                      |                   |       |           |                                                                                  |
| 17 juni Vriendschappelijk № 178 «onderlinge duels» 19:00 uur (UTC+2) | Noorwegen         | 1 – 0 | Luxemburg | Ullevaalstadion, Oslo Toeschouwers: 24.571 Scheidsrechter: Valdemar Hansen (DEN) |
| 17 juni Vriendschappelijk № 178 «onderlinge duels» 19:00 uur (UTC+2) | Harald Hennum 41' |       |           | Ullevaalstadion, Oslo Toeschouwers: 24.571 Scheidsrechter: Valdemar Hansen (DEN) |

|                                                                           |        |       |                    |                                                                                         |
| 30 september Vriendschappelijk № 179 «onderlinge duels» 19:30 uur (UTC+1) | België | 2 – 1 | Luxemburg          | Pierre Cornelisstadion, Aalst Toeschouwers: 8.000 Scheidsrechter: Werner Treichel (FRG) |
| 30 september Vriendschappelijk № 179 «onderlinge duels» 19:30 uur (UTC+1) | ?      |       | 55' Camille Dimmer | Pierre Cornelisstadion, Aalst Toeschouwers: 8.000 Scheidsrechter: Werner Treichel (FRG) |

|                                                                        |                    |       |           |                                                                                      |
| 4 oktober Vriendschappelijk № 180 «onderlinge duels» 15:30 uur (UTC+1) | Luxemburg          | 1 – 3 | Nederland | Stade Municipal, Luxemburg Toeschouwers: 5.000 Scheidsrechter: Willi Ommerborn (FRG) |
| 4 oktober Vriendschappelijk № 180 «onderlinge duels» 15:30 uur (UTC+1) | Camille Dimmer 89' |       | ?         | Stade Municipal, Luxemburg Toeschouwers: 5.000 Scheidsrechter: Willi Ommerborn (FRG) |

| |                 |       |           |                                                                           |
| 11 november Olympisch kwalificatietoernooi voetbal 1960 № 181 «onderlinge duels» 14:30 uur (UTC+1) | Frankrijk       | 1 – 0 | Luxemburg | Parc des Sports, La Chaux-de-Fonds Scheidsrechter: Antonio Moriconi (ITA) |
| 11 november Olympisch kwalificatietoernooi voetbal 1960 № 181 «onderlinge duels» 14:30 uur (UTC+1) | Yvon Quédec 37' |       |           | Parc des Sports, La Chaux-de-Fonds Scheidsrechter: Antonio Moriconi (ITA) |

UEFA: Albanië · België · Bulgarije · Denemarken · West-Duitsland · Duitse Democratische Republiek · Engeland · Finland · Frankrijk · Griekenland · Hongarije · Ierland · IJsland · Italië · Joegoslavië · Kroatië · Luxemburg · Malta · Nederland · Noord-Ierland · Noorwegen · Oostenrijk · Polen · Portugal · Roemenië · Saarland · Schotland · Sovjet-Unie · Spanje · Tsjecho-Slowakije · Turkije · Wales · Zweden · Zwitserland

AFC: Israël
FLF · A-internationals · Bondscoaches · Statistieken · Luxemburgs vrouwenelftal · Luxemburg U21 · Luxemburg U19 · Luxemburg U18 · Luxemburg U17 · Luxemburg U16
1911 – 1919 ·
1920 – 1929 ·
1930 – 1939 ·
1940 – 1949 ·
1950 – 1959 ·
1960 – 1969 ·
1970 – 1979 ·
1980 – 1989 ·
1990 – 1999 ·
2000 – 2009 ·
2010 – 2019 ·
2020 − 2029
OS 1920 · 
OS 1924 · 
OS 1928 · 
OS 1936 · 
OS 1948 · 
OS 1952
1911 · 
1912 · 
1913 · 
1914 · 
1915 · 1916 · 1917 · 1918 · 1919 · 
1920 · 
1921 · 1922 · 1923 · 
1924 · 
1925 · 1926 · 
1927 · 
1928 · 
1929 · 1930 · 1931 · 1932 · 1933 · 
1934 · 
1935 · 
1936 · 
1937 · 
1938 · 
1939 · 
1940 · 
1941 · 1942 · 1943 · 1944 · 
1945 · 
1946 · 
1947 · 
1948 · 
1949 · 
1950 · 
1952 · 
1952 · 
1953 · 
1954 · 
1955 · 
1956 · 
1957 · 
1958 · 
1959 · 
1960 · 
1961 · 
1962 · 
1963 · 
1964 · 
1965 · 
1966 · 
1967 · 
1968 · 
1969 · 
1970 · 
1971 · 
1972 · 
1973 · 
1974 · 
1975 · 
1976 · 
1977 · 
1978 · 
1979 · 
1980 · 
1981 · 
1982 · 
1983 · 
1984 · 
1985 · 
1986 · 
1987 · 
1988 · 
1989 · 
1990 · 
1991 · 
1992 · 
1993 · 
1994 · 
1995 · 
1996 · 
1997 · 
1998 · 
1999 · 
2000 · 
2001 · 
2002 · 
2003 · 
2004 · 
2005 · 
2006 · 
2007 · 
2008 · 
2009 · 
2010 · 
2011 · 
2012 · 
2013 · 
2014 · 
2015 ·
2016 ·
2017 ·
2018 ·
2019 ·
2020 ·
2021
Afghanistan ·
Albanië ·
Algerije ·
Armenië ·
Azerbeidzjan ·
België ·
Bosnië en Herzegovina ·
Brazilië ·
Bulgarije ·
Canada ·
Cyprus ·
DDR ·
Denemarken ·
(West-)Duitsland ·
Egypte ·
Engeland ·
Estland ·
Faeröer ·
Finland ·
Frankrijk ·
Gambia ·
Georgië ·
Griekenland ·
Hongarije ·
Ierland ·
IJsland ·
Israël ·
Italië ·
Japan ·
Joegoslavië ·
Kaapverdië ·
Kameroen ·
Kazachstan ·
Letland ·
Liechtenstein ·
Litouwen ·
Madagaskar ·
Malta ·
Marokko ·
Mexico ·
Moldavië ·
Montenegro ·
Myanmar ·
Nederland ·
Nigeria ·
Noord-Ierland ·
Noord-Macedonië ·
Noorwegen ·
Oekraïne ·
Oostenrijk ·
Polen ·
Portugal ·
Qatar ·
Roemenië ·
Rusland ·
San Marino ·
Saoedi-Arabië ·
Schotland ·
Senegal ·
Servië ·
Servië en Montenegro ·
Slovenië ·
Slowakije ·
Sovjet-Unie ·
Spanje ·
Thailand ·
Togo ·
Tsjechië ·
Tsjecho-Slowakije ·
Turkije ·
Uruguay ·
Verenigde Staten ·
Wales ·
Wit-Rusland ·
Zuid-Korea ·
Zweden ·
Zwitserland